# Sièges d'Aïntab
Campagne de Cilicie
Batailles
- Marach
- Ourfa
- Aïntab (1er)
- Bozanti
- Aïntab (2e)
- Karboğazı (en)
- Aïntab (3e)
- Aïntab (4e)

Les sièges d'Aïntab sont une série de quatre sièges de la ville d'Aïntab (aujourd'hui Gaziantep) par l'armée turque entre le 1er avril 1920 et le 8 février 1921.

## Contexte
Début 1920, la population de la ville a considérablement baissé, atteignant 28 000 habitants dont 8 000 chrétiens. Les Arméniens sont regroupés dans le quartier ouest d'Aïntab, séparé du quartier turc, situé à l'est, par une voie nommé la « transversale ».

## Déroulement

### Premier siège (1er–16 avril 1920)
Le 25 mars 1920 part de Kilis une colonne commandée par le lieutenant-colonel Édouard Andréa pour ravitailler Aïntab. Elle entre dans la ville le 28 et repart le 1er avril.
Les forces turques profitent de son départ pour assiéger la ville, défendue seulement par une Union nationale arménienne dirigée par Adour Lévonian, ancien officier britannique, ainsi que par Avédis Kamelkiarian et Der Nersès Tavoukdjian. Ils arrivent à mobiliser environ 750 hommes, qui parviennent à prendre le petit quartier kurde le 6 avril.
Pendant ce temps, des troupes françaises, en nombre insuffisant pour venir à leur rescousse, campent en-dehors de la ville. Les 16 et 17 avril, l'arrivée de deux forces de renfort, commandées par Normand et Debieuvre, permettent de lever le siège.

### Deuxième siège (30 avril–23 mai 1920)
La colonne commandée par Normand quitte Aïntab 28 avril 1920 en direction du sud-est. Celle de Debieuvre et l'état-major de la Légion arménienne quittent eux aussi la ville le 30 avril en direction de Kilis. Ces départs permettent aux Turcs d'assiéger de nouveau Aïntab.
150 Arméniens dirigés par Adour Lévonian tiennent la « transversale », et renforcent leur position par la construction de deux murs par 600 ouvriers arméniens durant deux nuits. Les vivres sont insuffisantes, rendant la situation difficile à tenir pour les Arméniens insurgés.
Les forces turques progressent au sud de la ville mais elles ne parviennent pas à s'implanter durablement. La colonne Debieuvre arrive de nouveau à Aïntab le 23 mai et rejoint le poste de commandement français dans la ville, brisant le siège. Des combats se poursuivent du 24 au 29 mai dans les environs. Le 27 mai, le général commandant la 2e division, Léon de Lamothe, arrive à Aïntab en avion : il visite les positions françaises et « ranime le courage des Arméniens par l'assurance que les Français sont à Aïntab pour toujours ».

### Armistice (30 mai–18 juin)
Un armistice est signé le 27 mai à Ankara entre Robert de Caix de Saint-Aymour, au nom d'Henri Gouraud, et Mustafa Kemal. L'annonce de cet armistice parvient à Aïntab le lendemain par avion,. Il entre en vigueur le 30 mai et dure jusqu'au 18 juin. Il prévoit le retrait des postes français du quartier arménien de la ville. Comme le note Maurice Abadie, « Les Turcs en déduisent qu'ils sont autorisés à occuper ce quartier et à reprendre en mains l'administration de toute la ville d'Aïntab ; ils paraissent même très pressés de réaliser l'exécution de cette clause. Quant aux Arméniens, la perspective de retomber sous le joug turc, après s'être totalement compromis avec les Français, les plonge dans le désespoir ».
Le commandant français de la ville obtient le maintien de la présence française dans le quartier arménien, jusqu'au 8 juin. Les Turcs occupent ledit quartier le lendemain, tandis que les Français se replient sur leur base. Les Arméniens se barricadent dans quelques îlots urbains dont ils interdisent l'entrée aux Turcs,. La colonne Debieuvre a entretemps quitté la ville le 2 juin, diminuant les effectifs de la garnison française.
Après la fin de l'armistice, la situation à Aïntab reste calme, mais les Turcs imposent une forte pression sur les Arméniens pour les persuader de se retourner contre les Français, ce qu'ils refusent de faire. Les commandants turcs assurent aussi aux Français et aux Arméniens un couloir de sécurité en cas d'évacuation par ces derniers de la ville ; mais, pour Maurice Abadie, c'est un piège qui permettrait de les massacrer facilement en-dehors de la ville.

### Troisième siège (29 juillet–10 août 1920)
Mustafa Kemal, cherchant à reprendre les hostilités à Aïntab, nomme le commandant Özdemir, qui assiège de nouveau la ville le 29 juillet,. La situation des troupes françaises est alors difficile car peu nombreuses et coupée des insurgés arméniens. Les positions françaises sont lourdement bombardées puis encerclées. Les Français parviennent à repousser la vague ennemie mais compte 7 morts, 25 blessés et un canon détruit. La base française continue d'être bombardée puis l'artillerie turque met fin à son action jusqu'au 9 août. L'artillerie française, qui ne compte plus qu'un seul canon, et les mitrailleuses, harcèlent durant toute cette période les positions turques. Comme l'écrit Maurice Abadie :

« De jour, tout Turc qui se montre est pris à partie par le 75 ; de nuit, nos patrouilles sillonnent la plaine entre le poste de commandement de la zone et la ferme des Spahis et livrent plusieurs combats victorieux à des groupes turcs qui essaient de nous inquiéter ou de couper nos lignes téléphoniques ; des cadavres turcs et des armes sont ramenés presque chaque nuit au poste de commandement de la zone. La garnison française conserve l'ascendant le plus complet sur l'ennemi, qui semble totalement découragé par son échec du 29 juillet. »

Le 8 août, les Français reçoivent deux radiotélégrammes annonçant l'arrivée d'une colonne de secours commandée par le lieutenant-colonel Édouard Andréa, qui est parvenu à repousser une partie des assaillants vers Jarablous. Le 10 août, la garnison française d'Aïntab fait une sortie pour aller à la rencontre de la colonne Andréa : la jonction est effectuée avec le flanc-garde de la colonne de secours après d'âpres combats contre les Turcs. Le 10 août au soir, la troupe commandée par Édouard Andréa campe sur les collines orientales d'Aïntab.

### Quatrième siège (11 août 1920–8 février 1921)

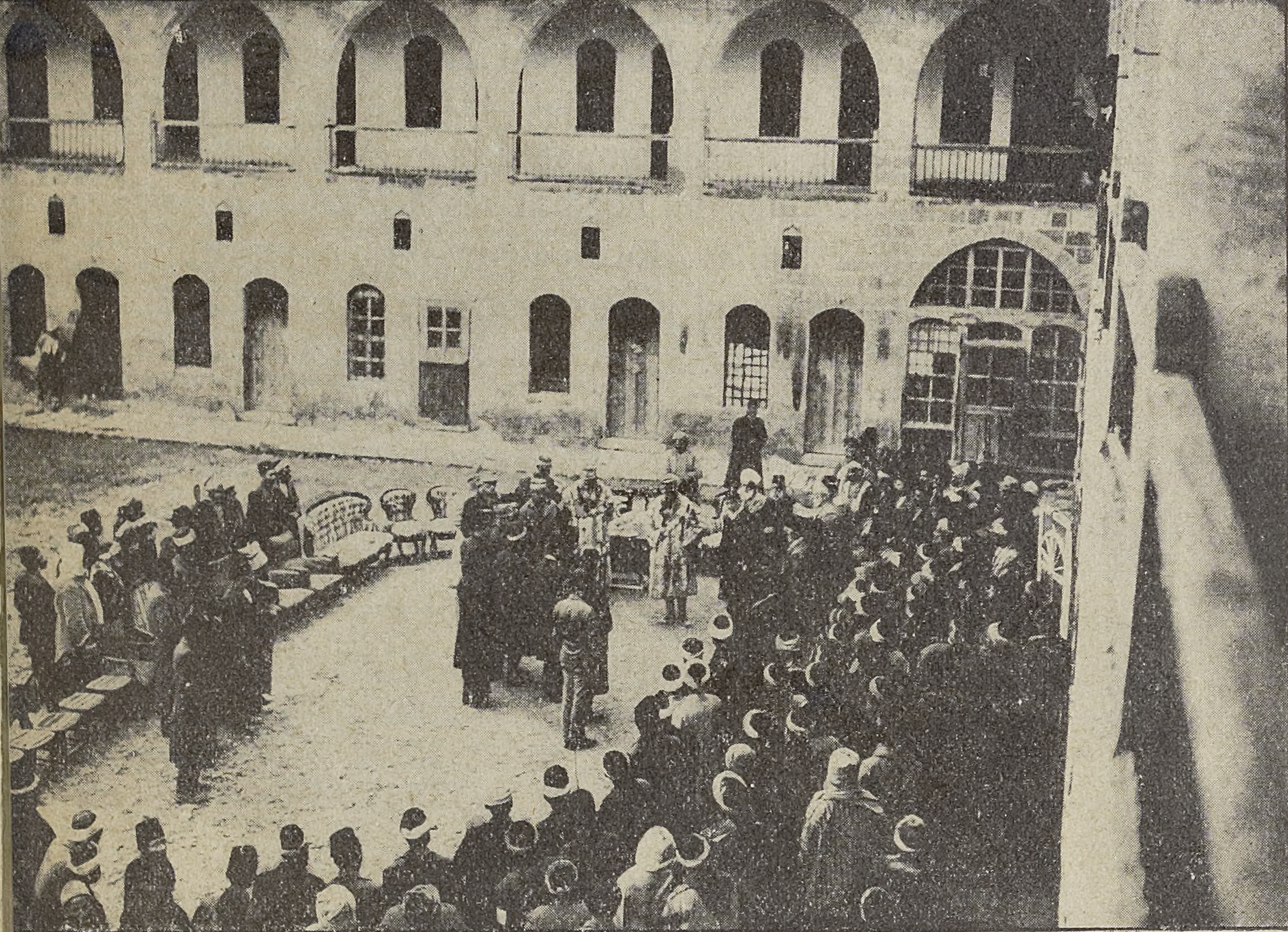
Les autorités turques d'Aïntab présentent leur reddition au général de Lamothe.

Le 11 août 1920, les forces françaises lancent l'assaut sur Aïntab et parviennent à conquérir une partie des positions turques, puis à encercler la ville. Les insurgés arméniens sont quant à eux parvenus à chasser les troupes turques qui occupaient une part importante de leur quartier. Ces dernières se sont réfugiées et tiennent le quartier turc. Les Français leur envoient un ultimatum : resté sans réponse, le quartier turc est bombardé.
Les troupes françaises comptent alors huit bataillons, deux escadrons, quatorze canons de 65mm ou de 75, deux canons de 155 C., une demi-section de chars d'assaut, une section de munitions et une ambulance, sous le commandement d'Édouard Andréa. Seuls cinq bataillons peuvent se consacrer au siège, les autres ayant notamment des missions de ravitaillement. Les troupes françaises fortifient leurs positions avec des tranchées, des murs et des blockhaus. En face, les forces turques renforcent elles aussi leurs positions, et remplacent le drapeau blanc hissé sur la citadelle par un drapeau turc.
Dans la nuit du 17 au 18 août, une force turque parvient à forcer les lignes françaises et à pénétrer la ville à la faveur de l'obscurité. Entre les 21 et 28 août, des escadrons français procèdent à des opérations de nettoyage dans les environs d'Aïntab, tandis que l'artillerie turque bombarde régulièrement les positions françaises et que l'infanterie tente quelques sorties, sans succès.
La colonne française compte environ 2000 animaux qu'il devient difficile de nourrir, par manque d'approvisionnement ; une opération de ravitaillement est donc organisé début septembre 1920, dégarnissant le front et rompant l'encerclement d'Aïntab. Les Turcs lancent une offensive, croyant au départ des Français, mais l'artillerie et les mitrailleuses françaises la font échouer. Les populations civiles souffrent des bombardements : dans le quartier turc, certains notables souhaitent la reddition ; dans le quartier arménien, les vivres manquent malgré les envois du Comité de secours d'Alep et les sorties de vignerons arméniens de la ville qui partent exploiter les vignes et fournissent du raisin à la population. La colonne de ravitaillement des bêtes dirigée par Édouard Andréa rentre à Aïntab le 7 septembre en ayant rempli ses objectifs. Le mois de septembre est marqué par des escarmouches et des bombardements épars.
Le 27 septembre, les troupes françaises étendent leurs positions ; en réaction, les Turcs lancent des offensives turques nocturnes le 30 septembre et le 1er octobre, sans succès. Le 5 octobre, un détachement français tente de s'emparer de l'école Nigoghossian après sa destruction par des canons, mais les Turcs repoussent l'assaut. Une opération similaire a lieu une semaine plus tard, sans succès.
Les troupes turques d'Aïntab capitulent le 9 février 1921,,.

### Sources
- Maurice Abadie, Les quatre sièges d'Aïntab (1920-1921), Paris, Charles-Lavauzelle et Cie, 1922, 149 p. (BNF 34086816, lire en ligne sur Gallica )
- Édouard Andréa, La Vie militaire au Levant : En colonne pendant un an dans le Nord syrien et en Mésopotamie (mars 1920-mars 1921) / Siège d'Aïn-Tab, Paris, Charles-Lavauzelle et Cie, 1923, 232 p. (BNF 31720603, lire en ligne sur Gallica )
- Robert Normand, Colonnes dans le Levant, Paris, Charles-Lavauzelle et Cie, 1924, 106 p. (BNF 31025331)